# 1217 Максиміліана
1217 Максиміліана (1217 Maximiliana) — астероїд головного поясу, відкритий 13 березня 1932 року.
Тіссеранів параметр щодо Юпітера — 3,535.